# Артуир ап Педр
Артуир ап Педр (валл. Arthwyr ap Pedr) (560 или 585—615) — король Диведа (595—615).

## Биография
Он встречается в родословной королей Диведа. Генеалогия предлагает дату 560 год, как год его рождения. Он упоминается как «Артуриус Петри филиус» в некоторых песнопениях, напечатанных в «Путеводителе Леланда». Другими именами являются Сатурнлиус (Сатурнбиус), то есть Садирнвиу, епископ Меневии, Ллаурод, аббат Пеналуна и Кухелин, аббат Лланисана. В связи с тем, что Садирнвиу умер в 831 году, предполагается, что эклесистика стала свидетелем ретентата земли, первоначально подаренного Артуром ап Педром.
Артуир был сыном короля Диведа Петрока. В 595 году его отец умер и он стал королём Диведа, будучи ещё несовершеннолетним. Возможно, при нём регентом был Маредид Рейнугский, (умер около 598 года) сын Дивира, сына Алуна, сына Мейгена, сына Эохайда сына Трифина или правитель Истрад-Тиви Элисед ап Нейвид. Сохранилась, предположительно, его могила Бед Артур на холмах Пресели, представляющая собой овал, выложенный из двенадцати камней.
В 615 году Артуир умер и королём Диведа стал его сын Ноуи Старый.
Имя Педра, отца Артуира, могло стать производным для имени Педрагон, отца Короля Артура.